# 이리마지리 쇼이치로
이리마지리 쇼이치로(入交昭一郎, 1940년 1월 3일 일본 고치시 ~)는 일본의 엔지니어이자 기업인이다.
도쿄 대학에서 항공 공학 학위를 취득하고 혼다 기연공업에서 20년 동안 근무했으며, CBX 오토바이 도입과 RA273을 위한 F1 레이싱 엔진 설계를 감독했고 혼다 아메리카의 사장을 역임했다. 심장 문제로 1992년에 사임했으며, 건강 회복을 위해 중국 전통 치료를 시작했다.
이 기간 동안, 그의 혼다에서의 성공에 비추어 제너럴 모터스가 이리마지리를 회사 고위 임원직으로 영입하려 했다고 전해진다. 그가 그 직책을 거절하고 사외 이사직을 수락했지만, 만약 이리마지리가 제안을 받아들였다면 미국 자동차 제조업체의 첫 일본 태생 자동차 임원이 되었을 것이다.
회복 후, 당시 세가 엔터프라이즈 사장이었던 나카야마 하야오는 그에게 회사 부사장이 되어달라고 요청했다. 1996년, 추가로 세가 오브 아메리카의 회장 겸 CEO가 되었다. 1998년 세가의 사장이 되었고, 세가 새턴과 세가 32X의 실패적인 출시로 심각하게 추락했던 세가의 잃어버린 시장 점유율과 명성을 회복하기 위해 드림캐스트를 사용하는 야심찬 계획을 세웠다. 세가가 3회 연속 손실을 보고한 후, 이리마지리는 사임했고 오카와 이사오가 그를 대신했다.
세가의 사장으로 재직하는 동안 엔비디아에 5백만 달러를 투자했는데, 이는 당시 작은 실리콘 밸리 스타트업이 드림캐스트용 그래픽 칩 개발 계약을 이행하지 못했기 때문이었다. 젠슨 황은 엔비디아를 살리는 데 도움을 준 이리마지리에게 공개적으로 감사를 표했다. 엔비디아는 1999년에 상장되었고, 이리마지리가 떠난 후 2000년에 세가는 엔비디아 주식을 1,500만 달러에 매각했다. 2017년, 황은 일본을 방문하는 동안 이리마지리의 요청에 따라 소규모 비즈니스 리더 그룹에게 연설함으로써 은혜를 갚았다.
이리마지리의 가장 최근 직책은 리플우드 홀딩스가 소유한 일본 자동차 알루미늄 부품 및 주조 제조업체인 아사히 테크의 회장이었다.